# Ґабі Рієра
Ґабріе́ль Ріє́ра (кат. Gabriel Riera; нар. 5 червня 1984, Андорра-ла-Велья, Андорра) — андоррський футболіст, нападник. Наразі виступає за клуб «Сан-Жулія» та національну збірну Андорри. У складі збірної провів 17 матчів і забив 1 гол. Також на дорослому рівні виступав за команди «Андорра», «Ранжерс», «Хімнастіко» (Алькасар) та «Прінсіпат».

## Нагороди та досягнення
- «Ранжерс»
  - Прімера Дівізіо (1): 2005-06
  - Суперкубок Андорри (1): 2005
- «Сан-Жулія»
  - Кубок Андорри (2): 2010, 2011
  - Суперкубок Андорри (2): 2010, 2011
- «Уніо Еспортива»
  - Кубок Андорри (1): 2013
- «Санта-Колома»
  - Прімера Дівізіо (5): 2014-15, 2015-16, 2016-17, 2017-18, 2018-19
  - Суперкубок Андорри (2): 2015, 2017
  - Кубок Андорри (1): 2018